# Chartocerus subaeneus
Chartocerus subaeneus är en stekelart som först beskrevs av Förster 1878.  Chartocerus subaeneus ingår i släktet Chartocerus, och familjen långklubbsteklar. Arten är reproducerande i Sverige.